# كاتسويا ناكانو
كاتسويا ناكانو (باليابانية: 中野 克哉) (مواليد 13 سبتمبر 1996) هو لاعب كرة قدم ياباني.

## وصلات خارجية
- كاتسويا ناكانو على موقع رابطة كرة القدم اليابانية للمحترفين (اليابانية)
- كاتسويا ناكانو على موقع قاعدة بيانات كرة القدم.إي يو (الإنجليزية)
- كاتسويا ناكانو على موقع Soccerway.com (الإنجليزية)
- كاتسويا ناكانو على موقع عالم كرة القدم.نت (الإنجليزية)